# إلمر إرنست ساوثارد
إلمر إرنست (إي. إي.) ساوثارد (28 يوليو 1876 - 8 فبراير 1920) كان طبيبًا نفسيًا أمريكيًا وأخصائي أمراض الأعصاب وأستاذًا ومؤلفًا. ولد في بوسطن، ماساتشوستس، وعاش في المدينة طوال حياته تقريبًا. التحق بمدرسة بوسطن اللاتينية وأكمل تعليمه في جامعة هارفارد. في جامعة هارفارد، برز ساوثارد كلاعب شطرنج. بعد فترة وجيزة من الدراسة في ألمانيا، عاد إلى الولايات المتحدة أخصائيًا في علم الأمراض في مستشفى دانفرز الحكومي. شغل ساوثارد مناصب أكاديمية في جامعة هارفارد وكلية الطب التابعة لها.
ترأس مستشفى بوسطن للاضطرابات النفسية عندما افتتح في عام 1912، وكان رائدًا في دراسة أمراض الدماغ وحالات أخرى مثل صدمة القصف والفصام. نشر ساوثارد العديد من الكتب، بما في ذلك صدمة القصف والمشاكل العصبية والنفسية الأخرى (شيل شوك أند أذر نوروسايكياتريك بروبلمز) الذي ذكر نحو 1000 حالة. كان رئيسًا لجمعية الطب النفسي الأمريكية وجمعية بوسطن للطب النفسي وعلم الأعصاب، وشغل مناصب استشارية في خدمة الحرب الكيميائية الأمريكية ومكتب سجلات تحسين النسل.
كونه مرشدًا ملهمًا، قاد ساوثارد وأرشد العديد من الشخصيات المعروفة في الطب وعلم النفس. عمل مع أخصائية الأمراض العصبية، ميرتل كانافان، في وقت مبكر من حياتها المهنية، واستغل نفوذه لتأمين ترقية لها في بوسطن. قدم ساوثارد كارل ميننجر إلى الطب النفسي، وساعده لاحقًا في بناء المؤسسة التي حملت اسم عائلته. وصف عالم النفس المقارن، روبرت يركس، ساوثارد بقوله «هو أستاذي في علم النفس المرضي». 
كان ساوثارد متزوجًا من الطبيبة والأستاذة في كلية ويليسلي، مايبل فليتشر أوستن، وأنجبا ثلاثة أطفال. استمر اهتمامه بالشطرنج طوال حياته، واستمتع بالتجمعات الأدبية في منزل جامع التحف وصديقه، والتر أرينسبيرغ. توفي ساوثارد عن عمر ناهز الـ43 عامًا جراء إصابته بذات الرئة في عام 1920 خلال رحلتة إلى مدينة نيويورك لإلقاء محاضرات في جمعيتين طبيتين.

## النشأة
ولد ساوثارد في بوسطن عام 1876 لمارتن ساوثارد وأوليف وينتورث نولز. كان أحد أجداده من جهة والده، أحد ركاب سفينة المايفلاور وزعيم مستعمرة بليموث، مايلز ستانديش. ينحدر أوليف ساوثارد من السكان الأوائل لنيوهامبشير ومين. كتب فريدريك باركر غاي، وهو أحد أصدقاء إي. ساوثارد القدامى وكاتب سيرته الذاتية بعد وفاته، أن والدي ساوثارد لم يكونا متميزان جدًا من الناحية الأكاديمية. كانت والدته معلمة مدرسة لعدة سنوات. حصل والده، الذي أشرف على مصنع نفايات القطن وأسس شركة نقل بالشاحنات، على أموال كافية لضمان عدم اضطرار ساوثارد للعمل أثناء دراسته الجامعية والدراسات العليا.
قالت والدة ساوثارد إنه بمجرد أن تعلم القراءة، تحمل مسؤولية تعليمه بشكل كامل. تأثر أكاديميًا بعمته، وهي باحثة يونانية تخرجت من كلية أوبرلين. كان أحد أبناء عمومته محاميًا بارزًا في باث، إنجلترا. التحق ساوثارد بمدرسة بوسطن اللاتينية، حيث أثار فيه كل من والده وعمته ومدير مدرسته، آرثر إيرفينج فيسك، اهتمامًا مطولًا باللغة ومعاني الكلمات. رغم بنيته الطويلة والصلبة وأنه كان يمشي لمسافة 4 أميال (6.4 كم) يوميًا إلى المدرسة، كان ضعيفًا في العمل اليدوي وألعاب القوى. تخرج ساوثارد من مدرسة بوسطن اللاتينية عام 1893 وحصل على جوائز في القراءة وكتابة المقالات.

## المهنة

### المناصب
بعد عودته من ألمانيا، تدرب ساوثارد في علم الأمراض ضمن مستشفى مدينة بوسطن وأصبح مدرسًا في كلية الطب في جامعة هارفارد في عام 1904. من عام 1906 حتى عام 1909، كان طبيبًا مساعدًا في علم الأمراض في مستشفى دانفرز الحكومي. من بين نشاطاته الاجتماعية، شارك في نادي ويشت مع باحثين شباب آخرين من جامعة هارفارد في بداية حياتهم المهنية.
في عام 1909، تعين ساوثارد أستاذًا مساعدًا لعلم النفس في جامعة هارفارد وأستاذ بولارد لعلم الأمراض العصبية في كلية الطب بجامعة هارفارد، حاملًا هذا اللقب حتى وفاته. في ذلك العام، أصبح أيضًا أخصائيًا في علم الأمراض في لجنة ماساتشوستس للأمراض العقلية.
أصيب كل من ساوثارد ومساعدته في المختبر، إيما مويرز، بعدوى المكورات العقدية في أثناء تشريح جثة عام 1911. توفيت مويرز وأصيب ساوثارد بالتهاب الأوعية اللمفية في ذراعه، وخضع لعملية جراحية شديدة واستغرقت عدة أشهر ليتعافى بعدها. رغم أنه كتب مخططًا لسيرته الذاتية وسافر ضمن أوروبا كثيرًا في فترة النقاهة، شعر بأنه غير قادر على التركيز على بحوثه وأشار إلى هذه الفترة باسم «العام الضائع». تولى ساوثارد منصب مدير مستشفى بوسطن للاضطرابات النفسية، الذي افتتح كقسم في مستشفى بوسطن الحكومي، من عام 1912 حتى وفاته. 
تولى دور استشاري استراتيجي مع خدمة الحرب الكيميائية في الجيش الأمريكي خلال الحرب العالمية الأولى، وحصل على رتبة رائد. كان ساوثارد رئيسًا سابقًا لجمعية الطب النفسي الأمريكية، وكان رئيسًا لجمعية بوسطن للطب النفسي والعصبي عند وفاته. تضمنت العضويات المهنية الأخرى الرابطة الأمريكية للجينات، والجمعية الوطنية للصرع، والجمعية الأمريكية لأخصائيي الأمراض، وجمعية ماساتشوستس الطبية، وجمعية البيولوجيا التجريبية. شغل منصبًا تحريريًا للعديد من الدوريات، بما في ذلك دورية الأمراض العصبية والعقلية.

## الحياة الشخصية
في عام 1906، تزوج ساوثارد من مايبل فليتشر أوستن، التي كانت تلقي محاضرات في الصحة العقلية في كلية ويليسلي وخريجة جامعة جونز هوبكنز. كانت ابنة حاكم ولاية مينيسوتا السابق، هوراس أوستين. كتب ساوثارد إلى فريدريك باركر غاي حول القيود التي فرضتها مسؤولياته المهنية على زواجه: «مايبل هي الطباخة والخادمة ومضيفة الحمام، أما بالنسبة لكونها زوجتي، فبالكاد أملك الوقت لأكون زوجًا لها».
كان لساوثارد ثلاثة أطفال: ابنته، آن، وولدين آخرين. كان ابنه الأصغر، أوردواي، كاتبًا للهايكو باللغة الإنجليزية ونُشرت كتاباته تحت عدة أسماء، بما في ذلك أوه. مابسون ساوثارد، وأوه. إم. بي. ساوثارد، ومايبلسون نورواي. ترشح للحزب الشيوعي في انتخابات حكام ولاية ألاباما عام 1942. أصيب ابن ساوثارد الأكبر، أوستن، بالفصام وانتحر بعد عدة سنوات من وفاة والده.